# Unidos do Anil
Grêmio Recreativo Escola de Samba Unidos do Anil é uma escola de samba da cidade do Rio de Janeiro. Atualmente, encontra-se inativa. Foi fundada em 21 de junho de 1997, a partir do bloco carnavalesco Unidos do Anil, existente no Largo do Anil. O Grêmio Recreativo Bloco Carnavalesco Unidos do Anil havia sido fundado em fevereiro de 1975 por 15 sócios fundadores, na Rua Araticum, nº 651, casa de seu primeiro presidente.

## História
Em 1976, o primeiro samba do Unidos do Anil, ainda como bloco é de autoria de Bará.
Em 1977, durante o carnaval, o Unidos do Anil desfilou pela primeira vez pelas ruas do Largo do Anil e da Freguesia com o samba "Quando a lua clareia", de autoria do compositor Ladir da Silva.
Em 1978, pela primeira vez o Unidos do Anil desfilou, concorrendo com outras Agremiações, no Largo da Freguesia, num desfile organizado pela Administração Regional de Jacarepaguá. O Enredo era " Saudades dos meus Tempos de Criança e o samba novamente de Ladir da Silva, levou o Anil ao segundo lugar.
Em 1979, desfilando no Largo da Freguesia, com o Enredo da Comissão de Carnaval “A Natureza” classificou-se em 1º lugar, com o samba enredo de Moacir Lopes (Cicil) e Osnei.
Em 1980, desfilando novamente no Largo da Freguesia, com o enredo "Maravilha,Maravilha", de autoria de Arizão, classificou-se em 1º lugar, com o samba enredo de Jorginho do Anil.
Em 1981, filiado à Federação dos Blocos Carnavalescos do Estado do Rio de Janeiro, participou pela primeira vez do desfile oficial organizado pela Prefeitura, no Grupo IX de Blocos de Enredo, em Padre Miguel,com o enredo de autoria de Antônio Carlos e José Carlos (Mestre Preto) "Crenças e Superstições de um Povo, que foi desenvolvido pelo carnavalesco Ariovaldo da Silva (Arizinho), classificando-se em primeiro lugar com o samba-enredo do compositor Adalberto.
Em 1982, sob a direção do Grupo Diretor, pois não havia cargos na diretoria, desfilou na Pavuna com o enredo “Numa Explosão de Alegria, o sonho com um Reino de Ilusões”, de autoria da  Equipe de Artes do Unidos do Anil, e o samba enredo de Ladir da Silva e Jorge Matias Barbosa ( Jorginho do Anil ), classificou-se em 4º lugar, mas depois perdeu pontos no quesito concentração, sendo rebaixado para 9º lugar, permanecendo no mesmo Grupo.
Em 1983, com o enredo “As Lendas do Meu Brasil”, do carnavalesco Athan, desfilou novamente na Pavuna, com samba enredo de José Carlos da Silva ( Mestre Preto do Banjo), classificando-se em 2º lugar.
Em 1984, com o enredo “Mãe África” de autoria de Eurípedes César Cordeiro (Pinha) desfilou em Rocha Miranda com o samba de J. André, classificando-se em 2º lugar.
Em 1985, com o enredo “Samba Anil, Dança Brasil”, do carnavalesco Athan, desfilou na Taquara, em Jacarepaguá, com o samba enredo de Homero, Ladir e Jorginho do Anil, classificando-se em 3º lugar.
Em 1986, desfilou no Grupo 4, em Vista Alegre, com o enredo “O Rio Amanheceu Sambando”, desenvolvido pelo carnavalesco Athan, com o samba-enredo de autoria de Manoel Ribeiro da Silva (Maninho) e José Carlos da Silva (Mestre Preto do Banjo), classificou-se em 5º lugar.
Em 1987, desfilou no Grupo 3-B, em Bonsucesso, com o enredo Quero ser Criança Outra Vez. de autoria de Manoel Ribeiro da Silva - Maninho,desenvolvido pelo carnavalesco Athan, com o samba-enredo de autoria de Carlos Alberto Pinto - Chupeta - e Manoel Ribeiro da Silva - Maninho, classificou-se em 2º lugar.
Em 1988, não houve desfile de blocos carnavalescos filiados à Federação de Blocos Carnavalescos do Estado do Rio de Janeiro.
Em 1992, desfilou no Grupo 2, em Vila Isabel, na avenida 28 de setembro, com enredo, em homenagem a Jorge Lafond: "Mais", Que nega é Essa. Com o samba enredo dos compositores Euripedes Cordeiro (Pinha), Carlos Correia (Mestre Branco) e Arnaldo Almeida, classificou-se em 1º lugar.
Em 1996, desfilaria com o enredo "A Folia de quem Faz, de autoria de Manoel Ribeiro da Silva (Maninho), desenvolvido pelo carnavalesco Renato Oliveira de Souza(Renatinho) com o samba-enredo de Carlos Alberto Pinto(Chupeta) e Julinho Melodia, falecido na semana da escolha do samba-enredo. Na semana do carnaval, um grande temporal atingiu o Rio de Janeiro, principalmente na região do Largo do Anil, em Jacarepaguá, e o Unidos do Anil não desfilou neste ano.
Em 1997, o Unidos do Anil desfilou pela última vez como Bloco Carnavalesco, no Grupo III, conquistando o primeiro lugar, com um samba de autoria de Valtinho Danil, Adalberto Paulo Russo. Neste mesmo ano, a Diretoria e os associados resolveram transformar o Bloco Carnavalesco em Escola de Samba e a filiaram à Associação das Escolas de Samba.
Em 1998, agora como Escola de Samba, numa segunda-feira,  estreou no desfile do Grupo de Acesso D, na Avenida Cardoso de Morais, em Bonsucesso, com o enredo da Comissão de Carnaval “A Terra é Minha, Ninguém Tasca, Eu Vi Primeiro”, classificando-se em 3º lugar, com 183 pontos, subindo para o Grupo de Acesso C.
Em 1999, desfilou num domingo, no Grupo de Acesso C, na Avenida Rio Branco, no Centro, com o enredo da Comissão de Carnaval “Rio Histórias de Folias”, classificando-se em  10º lugar, com 154 pontos, descendo para o Grupo de Acesso D.
Em 2000, desfilou numa segunda-feira, no Grupo de Acesso D, na Avenida Cardoso de Morais, em Bonsucesso, com o enredo de Lúcio Neto, Joana Santana e Carlos Alberto “ Luxo e Nobreza, Sensualidade e Beleza, as Magias da Seda”,classificando-se em 4º lugar, subindo para o Grupo de Acesso C.
Em 2001, desfilou num domingo, no Grupo de Acesso C, na Avenida Rio Branco, no Centro, com o enredo da Comissão de Carnaval “Anil da Cor do Mar, um Ato de Amor, classificando-se em 5º lugar com 199,5 pontos, permanecendo no Grupo de Acesso C.
Em 2002, desfilou num domingo, no Grupo de Acesso C, na Avenida Rio Branco, no Centro, com o enredo de César Fernandes “ Hoje Tem Alegria…Olimecha, Piolim e Arrelia”, classificando-se em 6º lugar com 190,6 pontos, permanecendo no Grupo de Acesso C.
Em 2003, sob a Presidência de Manoel Ribeiro da Silva (Maninho), desfilou num domingo, no Grupo de Acesso C, na Avenida Rio Branco, no Centro, com o enredo dos carnavalescos Nerimar Monteiro e Felipe Dias “A necessidade é a mãe da criatividade, e Quem Não Tem Cão Caça Com Gato”, com samba enredo de Valtinho do Anil, Dé, Zeca do Lins, Valdo e Junior FM,  tendo por intérprete o Mestre Branco, classificando-se em 8º lugar, com 172,4 pontos, permanecendo no Grupo C.
Em 2004, sob a Presidência de Manoel Ribeiro da Silva (Maninho), desfilou num domingo, no Grupo de Acesso C, na Avenida Rio Branco, no Centro, com o enredo do carnavalesco Ramiro Montalvão “Glória Perez, a mensageira da Paz”, e samba enredo de Thomas Morkos e China da Segunda, classificando-se em 8º lugar, com 171,6 pontos, permanecendo no Grupo C.
Em 2005, sob a Presidência de Ariboi da Silva (Arizão),desfilou num domingo, no Grupo de Acesso C, que no carnaval deste ano passou para a Estrada Intendente Magalhães, Campinho, com o enredo da Comissão de Carnaval “Vila Isabel, Berço do Samba”. Classificou-se em 12º lugar, com 166,6 pontos, descendo para o Grupo de Acesso D.
Em 2006, sob a Presidência de Ariboi da Silva (Arizão), desfilou numa segunda-feira, no Grupo de Acesso D, na Estrada Intendente Magalhães, Campinho, com enredo carnavalesco Raul Sibin Oliveira “Reflexo do Eldorado” e samba enredo de Zé Lara, Sorá, e Bill do Cavaco, classificando-se em 11º lugar, com 145,2 pontos, permanecendo no Grupo de Acesso D.
Em 2007, sob a Presidência de Ariboi da Silva (Arizão), desfilou numa segunda-feira, no Grupo de Acesso D, na Estrada Intendente Magalhães - Campinho, com o enredo de autoria de Hélio de Negreiros desenvolvido pelo carnavalesco Roberto Bezerra “África, Berço das Civilizações, com samba enredo de José Carlos da Silva (o Mestre Preto do Banjo), classificando-se em 2º lugar, com 157,7 pontos,  subindo para o Grupo de Acesso C.
Em 2008, sob a Presidência de Moisés Fernandes, desfila num domingo, dia 3 de fevereiro,  no Grupo de Acesso C, na Estrada Intendente Magalhães (Campinho), com o enredo do carnavalesco Roberto Bezerra "Duzentos anos da chegada da Família Real, o Rio virou carnaval" e o samba enredo de Nerinho, Ruterdan, Marcão, Marquinho e Telmo, classificando-se em 14º lugar, com 150,5 pontos.
Em 2009, sob a Presidência de Moisés Fernandes, a Anil homenageou o humorista Chico Anysio com o o enredo "Chico Total! Sou Anil e faço carnaval", desenvolvido pelo carnavalesco Sidney Rocha. A agremiação ficou em 6ºlugar com 158 pontos, permanecendo no mesmo grupo para 2010.
Em 2010, sob a Presidência de Moisés Fernandes, desfilou no Grupo de Acesso D, na estrada Intendente Magalhães, no Largo do Campinho, com o enredo do carnavalesco Roberto Bezerra "O Esplendor do Egito na Formação do Povo Negro" e o samba enredo dos compositores Rodrigo do Cavaco,  J Trivela e Joelson Gaguinho, classificando-se em 10º lugar e permanecendo no mesmo Grupo para 2011.
Em 2011, sob a Presidência de Moisés Fernandes, desfilou no Grupo de Acesso D, na estrada Intendente Magalhães, no Largo do Campinho, com o enredo do carnavalesco Roberto Bezerra "Sonhos" e o samba enredo do compositor Claudecir dos Reis Rodrigues (Nego Dé), classificando-se em 8º lugar e permanecendo no mesmo Grupo.
Em 2012, sob a Presidência de Moisés Fernandes, desfilou no Grupo de Acesso D, na estrada Intendente Magalhães, onde apresentou o enredo "O Poder do Guaraná", desenvolvido pelo carnavalesco Jorge Pinaer. Com 294,4 pontos, classificou-se em 10º lugar, sendo uma das seis Escolas que desceram e que, em 2013, desfilarão no Grupo E . Devido à falta de notas, o Presidente Moisés Fernandes liderou um movimento pedindo o "impeachment" da atual gestão da Associação das Escolas de Samba da Cidade do Rio de Janeiro - AESCRJ. sendo mais tarde, presidente da associação.
Em 2013, após a saída de Moisés Fernandes, a agremiação escolheu o enredo "Folia!", de Jorge Pinaer, desfilando pelo Grupo de Acesso D, na estrada Intendente Magalhães. Desfilaria pelo E, mas com a mudança de nomenclatura continua no mesmo grupo. No entanto, teve alguns problemas em seu desfile. que foram superados, devido ao seu ex-presidente (Moisés Fernandes) estar a frente da AESCRJ.
Em 2014, sob a Presidência de Nêgo Dé, com o enredo "Índios, brancos e negros - Miscigenação Raça Brasil!",  desenvolvido pelo carnavalesco Marcos Novella, tendo um jovem a frente de sua direção de harmonia: Gabriel Macedo, também membro da AESCRJ. Classificou-se em 6º lugar.
Atualmente está inativa.

## Segmentos

### Presidentes
| Nome                      | Mandato         | Ref.  |
| ------------------------- | --------------- | ----- |
| Moisés da Silva Fernandes | 2008 a 2012     | [ 4 ] |
| Nego Dé                   | 2012-atualidade | [ 4 ] |

### Diretores
| Ano  | Diretor de Carnaval  | Diretor geral de harmonia | Mestre de bateria | Ref.                |
| ---- | -------------------- | ------------------------- | ----------------- | ------------------- |
| 2014 | Grande da Portela    | Grande da Portela         | Nandinho          | [carece de fontes?] |
| 2015 | Comissão de Carnaval | Daniel Thompson           |                   | [carece de fontes?] |
| 2016 |                      |                           |                   |                     |

### Coreógrafo
| Ano  | Nome           | Ref.  |
| ---- | -------------- | ----- |
| 2014 | Simone Azevedo | [ 5 ] |
| 2015 | Lucio Trevo    |       |

### Casal de Mestre-sala e Porta-bandeira
| Ano  | Nome               | Ref.  |
| ---- | ------------------ | ----- |
| 2014 | Fábio e Michele    |       |
| 2015 | Matheus e Gabriela | [ 6 ] |

### Corte de bateria
| Ano  | Rainha        | Ref. |
| ---- | ------------- | ---- |
| 2014 | Layz Cristina |      |
| 2015 | Thayza Araújo |      |

## Carnavais
| Ano  | Colocação   | Grupo        | Enredo | Carnavalesco                                                      | Ref./Nota |
| ---- | ----------- | ------------ | --- | ----------------------------------------------------------------- | --------- |
| 1998 | 3ºlugar     | D            | A terra é minha, ninguém tasca, eu vi primeiro                                                                                             | Comissão de Carnaval (Lúcio Neto, Joana Santana e Carlos Alberto) |           |
| 1999 | 10ºlugar    | C            | Rio histórias de folias | Comissão de Carnaval (Lúcio Neto, Joana Santana e Carlos Alberto) |           |
| 2000 | 4ºlugar     | D            | Luxo e nobreza, sensualidade e beleza, as magias da seda                                                                                   | Comissão de Carnaval (Lúcio Neto, Joana Santana e Carlos Alberto) |           |
| 2001 | 5°lugar     | C            | Anil da cor do mar, um ato de amor Fogueira, Turco, Wilson, Barata e Almir.                                                                | Comissão de Carnaval (Lúcio Neto, Joana Santana e Carlos Alberto) |           |
| 2002 | 6°lugar     | C            | Hoje tem Alegria: Holimecha, Piolim e Arrelia... tá Certo ou não tá?                                                                       | César Fernandes                                                   |           |
| 2003 | 8ºlugar     | C            | A necessidade é a mãe da criatividade, e quem não tem cão, caça com gato Compositores:Valtinho Danil, Dé, Zeca do Lins, Valdo e Júnior FM. | Felipe Dias e Nerimar Monteiro                                    |           |
| 2004 | 8ºlugar     | C            | Glória Perez, a mensageira da paz! Compositores:Thomas Morkos e China da Segunda-Feira.                                                    | Ramiro Montalvão                                                  |           |
| 2005 | 12°lugar    | C            | Vila Isabel, berço do samba Compositores:Jorge de Quino e Beto Moura.                                                                      | Ramiro Montalvão                                                  |           |
| 2006 | 11ºlugar    | D            | Reflexos do Eldorado | Ramiro Montalvão                                                  |           |
| 2007 | Vice-campeã | D            | África berço de civilizações Compositores:Renan Chaves, Ruy Chaves e Preto do Banjo.                                                       | Roberto Bezerra e Hélio Fonseca                                   |           |
| 2008 | 14ºlugar    | C            | 200 Anos - A chegada da família real portuguesa no Rio virou carnaval                                                                      | Roberto Bezerra                                                   | [ 7 ]     |
| 2009 | 6ºlugar     | D            | Chico Total! Sou Anil e faço carnaval | Sidney Rocha                                                      |           |
| 2010 | 10ºlugar    | D            | O esplendor do Egito na formação do povo negro                                                                                             | Roberto Bezerra                                                   |           |
| 2011 | 8ºlugar     | D            | Sonhos | Roberto Bezerra                                                   |           |
| 2012 | 10º Lugar   | D            | O poder do guaraná | Jorge Pinaer                                                      |           |
| 2013 | 7º lugar    | D            | Folia! | Jorge Pinaer                                                      |           |
| 2014 | 6º lugar    | D            | Índios, brancos e negros - Miscigenação Raça Brasil!                                                                                       | Marcos Novella                                                    |           |
| 2015 | 11º lugar   | D            | De noite ou de dia 450 anos de alegria | Marcos Calheiros                                                  |           |
| 2016 |             | Não desfilou | Além do arco-íris e suas civilizações | Christiano Correiah                                               |           |

## Premiações
Prêmios recebidos pelo GRES Unidos do Anil.
| Ano  | Prêmio              | Categoria / premiados                                      | Divisão | Ref.  |
| ---- | ------------------- | ---------------------------------------------------------- | ------- | ----- |
| 2007 | Troféu Jorge Lafond | Carnavalescos (Hélio Fonseca e Roberto Bezerra)            | Grupo D | [ 8 ] |
| 2007 | Troféu Jorge Lafond | Comissão de frente (Coreógrafo: Robson da Silva)           | Grupo D | [ 8 ] |
| 2015 | Samba na Veia       | Casal de Mestre-sala e Porta-bandeira (Matheus e Gabriela) | Grupo D | [ 6 ] |

- Commons